# Gustav Adolf Saxer

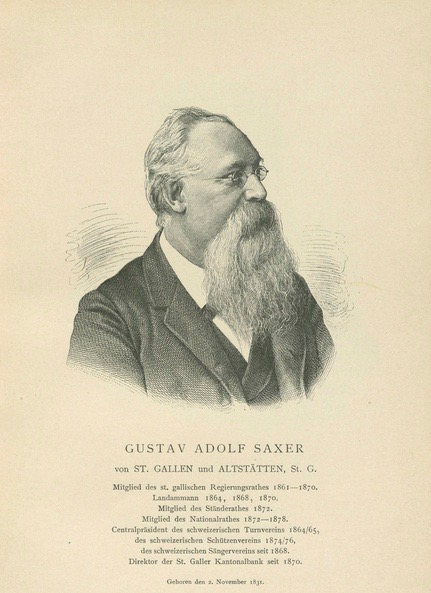
Gustav Adolf Saxer

Gustav Adolf Saxer (* 2. November 1831 in Altstätten; † 10. Juni 1909 in St. Gallen, heimatberechtigt in Altstätten sowie ab 1860 in St. Gallen) war ein Schweizer Politiker (liberal/radikal) und Bankangestellter.

## Biografie
Gustav Adolf Saxer kam am 2. November 1831 in Altstätten als Sohn des Ratsschreibers und kantonalen Polizeiinspektors Johannes Saxer und der Elisabeth geborene Grob zur Welt. Saxer absolvierte die Studien der Theologie und der Rechte an den Universitäten Berlin, Tübingen sowie zwischen 1853 und 1854 Zürich.
In der Folge war Gustav Adolf Saxer zunächst von 1855 bis 1857 als Mitarbeiter im Anwaltsbüro von Joseph Karl Pankraz Morel tätig, bevor er zum Sekretärs des Departements des Vormundschafts- und Armenwesens bestellt wurde. Noch im gleichen Jahr übernahm er die Stelle des Polizeisekretärs, die er bis 1861 innehatte. Schliesslich stand er in den Jahren 1870 bis 1900 der St.Galler Kantonalbank als Direktor vor. Daneben amtierte er zwischen 1885 und 1906 als Kirchenratspräsident der reformierten Kantonalkirche.
Gustav Adolf Saxer heiratete im Jahr 1857 Anna Maria, die Tochter des Steinmetzen und Bürgerrats Johann David Wild. Er verstarb am 10. Juni 1909 im 78. Lebensjahr in St. Gallen.

## Politischer Werdegang
Der freisinnige Politiker Gustav Adolf Saxer gehörte zu Beginn seiner politischen Karriere von 1859 bis 1860 sowie im Jahr 1861 dem Verfassungsrat des Kantons St. Gallen an. Parallel dazu amtierte er zwischen 1860 und 1861 als Gemeindeammann der Stadt St. Gallen. Ebenfalls 1861 erfolgte seine Wahl in den St. Galler Kantonsrat, in den er bis 1878 und den er mehrmals präsidierte. Zudem war er von 1862 bis 1870 in der Regierungsrat vertreten, davon zuerst als Vorsteher des Polizei-, ab 1864 des Erziehungsdepartements.
Darüber hinaus nahm er für den Kanton 1872 Einsitz in den Ständerat, daran anschliessend bis 1878 in den Nationalrat. 1875 nominierten ihn die radikal-demokratischen Linken als Kandidaten für die Bundesratswahl.
Gustav Adolf Saxer erwarb sich besondere Verdienste um die staatlichen Mittelschulen, die überkonfessionelle Volksschule der Stadt St. Gallen sowie die reformierte Kantonalkirche.